# Championnat du Honduras de football 1990
Navigation
Saison précédente Saison suivante
La LINAFUT 1990 est la vingt-cinquième édition de la première division hondurienne.
Lors de ce tournoi, le CD Olimpia a tenté de conserver son titre de champion du Honduras face aux neuf meilleurs clubs honduriens.
Chacun des dix clubs participant était confronté trois fois aux neuf autres équipes. Puis les cinq meilleures se sont affrontées lors d'une phase finale à la fin de la saison.
Seulement deux places étaient qualificatives pour la Coupe des champions de la CONCACAF.

## Les 10 clubs participants
| \| Tegucigalpa: CD Motagua CD Olimpia Club Super Estrella CD Marathon Real España Tegucigalpa CD Platense CD Marathon Real España Sula de La Lima Tela Timsa CD Victoria CD Vida CD Victoria CD Vida \| Localisation des clubs engagés dans le championnat. |
| Tegucigalpa: CD Motagua CD Olimpia Club Super Estrella CD Marathon Real España Tegucigalpa CD Platense CD Marathon Real España Sula de La Lima Tela Timsa CD Victoria CD Vida CD Victoria CD Vida                                                           |

| Club                 | Stade                        | Capacité          | Ville          |
| Club Super Estrella  | Stade inconnu                | Capacité inconnue | Danlí          |
| CD Marathon          | Stade Yankel Rosenthal       | 15 000            | San Pedro Sula |
| CD Motagua           | Stade Tiburcio Carias Andino | 35 000            | Tegucigalpa    |
| CD Olimpia           | Stade Tiburcio Carias Andino | 35 000            | Tegucigalpa    |
| CD Platense          | Stade Excelsior              | 10 000            | Puerto Cortés  |
| Real España          | Stade Francisco Morazán      | 20 000            | San Pedro Sula |
| Sula de La Lima (en) | Stade inconnu                | Capacité inconnue | La Lima        |
| Tela Timsa (en)      | Stade inconnu                | 3 000             | Tela           |
| CD Victoria          | Stade Nilmo Edwards          | 25 000            | La Ceiba       |
| CD Vida              | Stade Nilmo Edwards          | 25 000            | La Ceiba       |

## Compétition
La compétition se déroule en plusieurs phases.
Dans un premier temps l'ensemble des équipes s'affrontent à trois reprises dans une phase régulière qui compte 27 journées. Le leader de cette première phase est qualifié pour la finale du championnat.
Dans un second temps, les cinq premiers participe à la phase pentagonale ou chaque club affronte deux fois les quatre autres. Le vainqueur de cette phase se qualifie également pour la finale.
Enfin si le leader de la phase régulière et le vainqueur de la phase pentagonale sont différents, les deux équipes s'affrontent lors d'une finale pour désigner le champion de la saison.

### Phase régulière
Lors de la phase régulière les dix équipes affrontent à trois reprises les neuf autres équipes selon un calendrier tiré aléatoirement.
Les cinq meilleures équipes sont qualifiées pour la phase finale.
Le classement est établi sur l'ancien barème de points (victoire à 2 points, match nul à 1, défaite à 0).
Le départage final se fait selon les critères suivants :
- Le nombre de points.
- La différence de buts générale.
- La différence de buts particulière.
- Le nombre de buts marqué.

#### Classement
| Rang | Équipe               | Pts | J  | G  | N  | P  | Bp | Bc | Diff |
| ---- | -------------------- | --- | -- | -- | -- | -- | -- | -- | ---- |
| 1    | Real España          | 39  | 27 | 15 | 9  | 3  | 44 | 20 | +24  |
| 2    | CD Marathon          | 38  | 27 | 15 | 8  | 4  | 46 | 21 | +25  |
| 3    | CD Olimpia (T)       | 37  | 27 | 12 | 13 | 2  | 36 | 18 | +18  |
| 4    | CD Platense          | 27  | 27 | 8  | 11 | 8  | 20 | 24 | -4   |
| 5    | CD Motagua           | 26  | 27 | 6  | 14 | 7  | 26 | 23 | +3   |
| 6    | CD Victoria          | 22  | 27 | 6  | 10 | 11 | 18 | 25 | -7   |
| 7    | CD Vida              | 21  | 27 | 4  | 13 | 10 | 20 | 30 | -10  |
| 8    | Tela Timsa (en) (P)  | 21  | 27 | 7  | 7  | 13 | 19 | 34 | -15  |
| 9    | Club Super Estrella  | 21  | 27 | 5  | 11 | 11 | 22 | 41 | -19  |
| 10   | Sula de La Lima (en) | 18  | 27 | 5  | 8  | 14 | 18 | 33 | -15  |

| Légende : Qualifications et relégations | Légende : Qualifications et relégations                                                          |
| --------------------------------------- | ------------------------------------------------------------------------------------------------ |
|                                         | Coupe des champions de la CONCACAF 1991/1992 (1er et 3e Tour de qualification)                   |
|                                         | Relégué en Liga Nacional de Ascenso                                                              |
|                                         | En gras : Qualifié pour la phase pentagonale (T) : Tenant du titre (P) : Promu de la saison 1989 |

### La Phase Pentagonale
Le classement est établi sur l'ancien barème de points (victoire à 2 points, match nul à 1, défaite à 0).
Le départage final se fait selon les critères suivants :
- Le nombre de points.
- Un match de barrage en cas de qualification en jeu.

| Rang | Équipe         | Pts | J | G | N | P | Bp | Bc | Diff |
| ---- | -------------- | --- | - | - | - | - | -- | -- | ---- |
| 1    | CD Motagua     | 11  | 8 | 4 | 3 | 1 | 6  | 3  | +3   |
| 2    | CD Olimpia (T) | 11  | 8 | 3 | 5 | 0 | 10 | 5  | +5   |
| 3    | Real España    | 10  | 8 | 4 | 2 | 2 | 14 | 11 | +3   |
| 4    | CD Platense    | 5   | 8 | 1 | 3 | 4 | 4  | 8  | -4   |
| 5    | CD Marathon    | 3   | 8 | 0 | 3 | 5 | 5  | 12 | -7   |

Match de barrage
| 6 février 1991 | CD Motagua             | 1:0 (a.p.) | CD Olimpia | Stade Tiburcio Carias Andino |  |
|                | Patrocinio Sierra 115e | (0:0)      |            |                              |  |

### Finale
| Match aller     | CD Motagua | 0:0   | Real España | Stade Tiburcio Carias Andino |  |
| 10 février 1991 |            | (0:0) |             |                              |  |

| Match retour | Real España                         | 2:1 | CD Motagua           | Stade Francisco Morazán |  |
| 5 mars       | Richardson Smith · Richardson Smith |     | Oscar Javier Murillo |                         |  |

## Bilan du tournoi
| Tableau d'Honneur                   |             |
| Compétition                         | Vainqueur   |
| Liga Nacional de Fútbol de Honduras | Real España |

| Qualifications continentales 1991-1992 |                        |
| Coupe des champions de la CONCACAF     | Qualifiés              |
| 1991 : 1er tour de qualification       | Real España CD Motagua |
| 1992 : 3e tour de qualification        | Real España CD Motagua |

| Promotions et relégations           |                      |
| Relégué en Liga Nacional de Ascenso | Sula de La Lima (en) |
| Promu de Liga Nacional de Ascenso   | Atlético Indio (en)  |